# بيفل روزا
بيفل روزا (بالتشيكية: Pavel Rosa)‏ هو لاعب هوكي الجليد تشيكي، ولد في 7 يونيو 1977 في موست في التشيك.

## وصلات خارجية
- بيفل روزا على موقع دوري الهوكي الوطني (الإنجليزية)
- بيفل روزا على موقع قاعة مشاهير الهوكي (لاعب أن.إتش.أل) (الإنجليزية)
- بيفل روزا على موقع EliteProspects.com (الإنجليزية)
- بيفل روزا على موقع Eurohockey.com (الإنجليزية)
- بيفل روزا على موقع HockeyDB.com (الإنجليزية)
- بيفل روزا على موقع Hockey-Reference.com (الإنجليزية)